# Acosmeryx naga
Acosmeryx naga là một loài bướm đêm thuộc họ Sphingidae. Nó được miêu tả bởi Moore năm 1858, và được tìm thấy ở Nhật Bản, Tajikistan, Afghanistan, Trung Quốc và đông Nam Á.

## sự miêu tả
Sải cánh dài 86-112mm. 

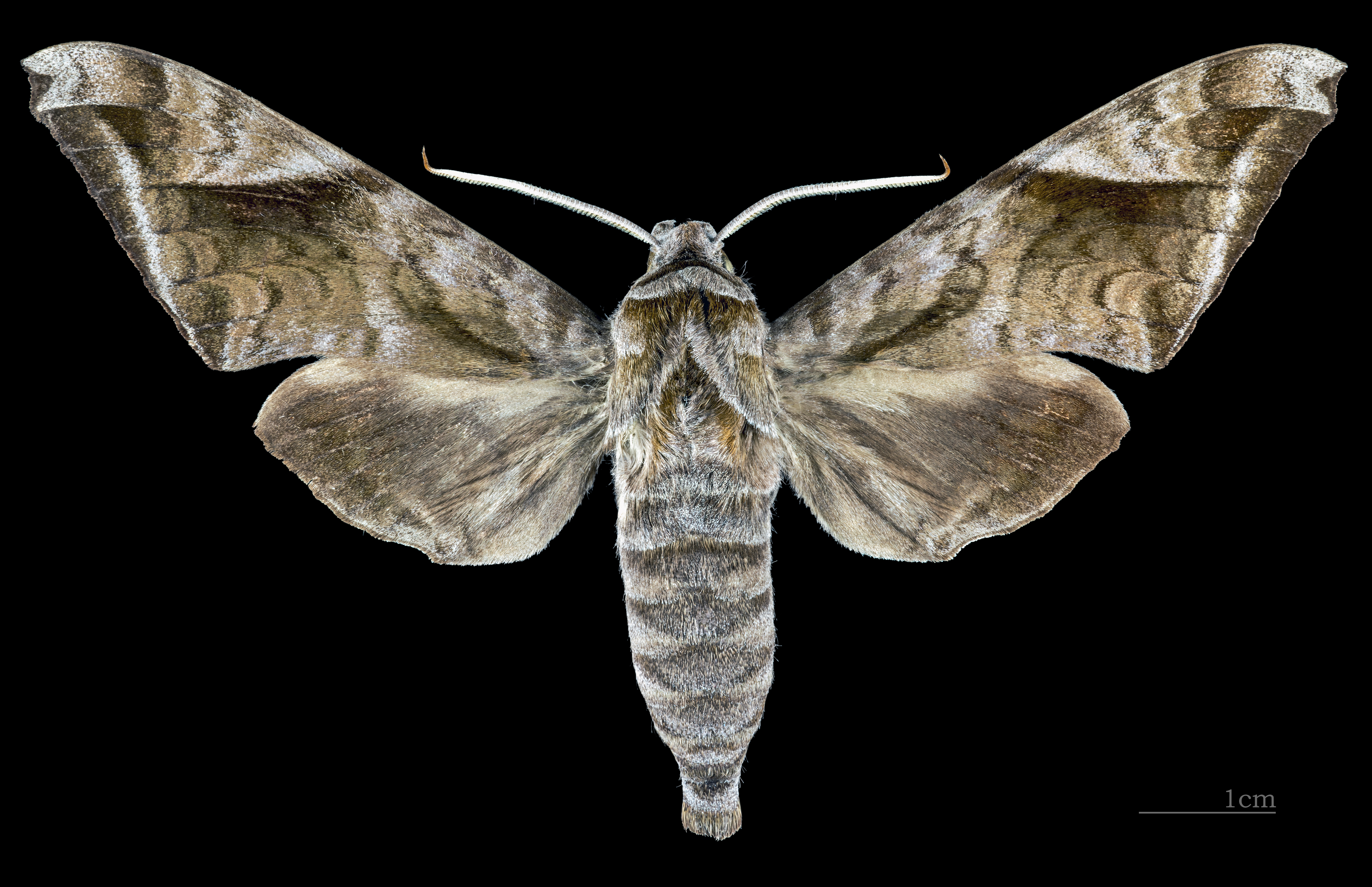
Acosmeryx naga naga ♂
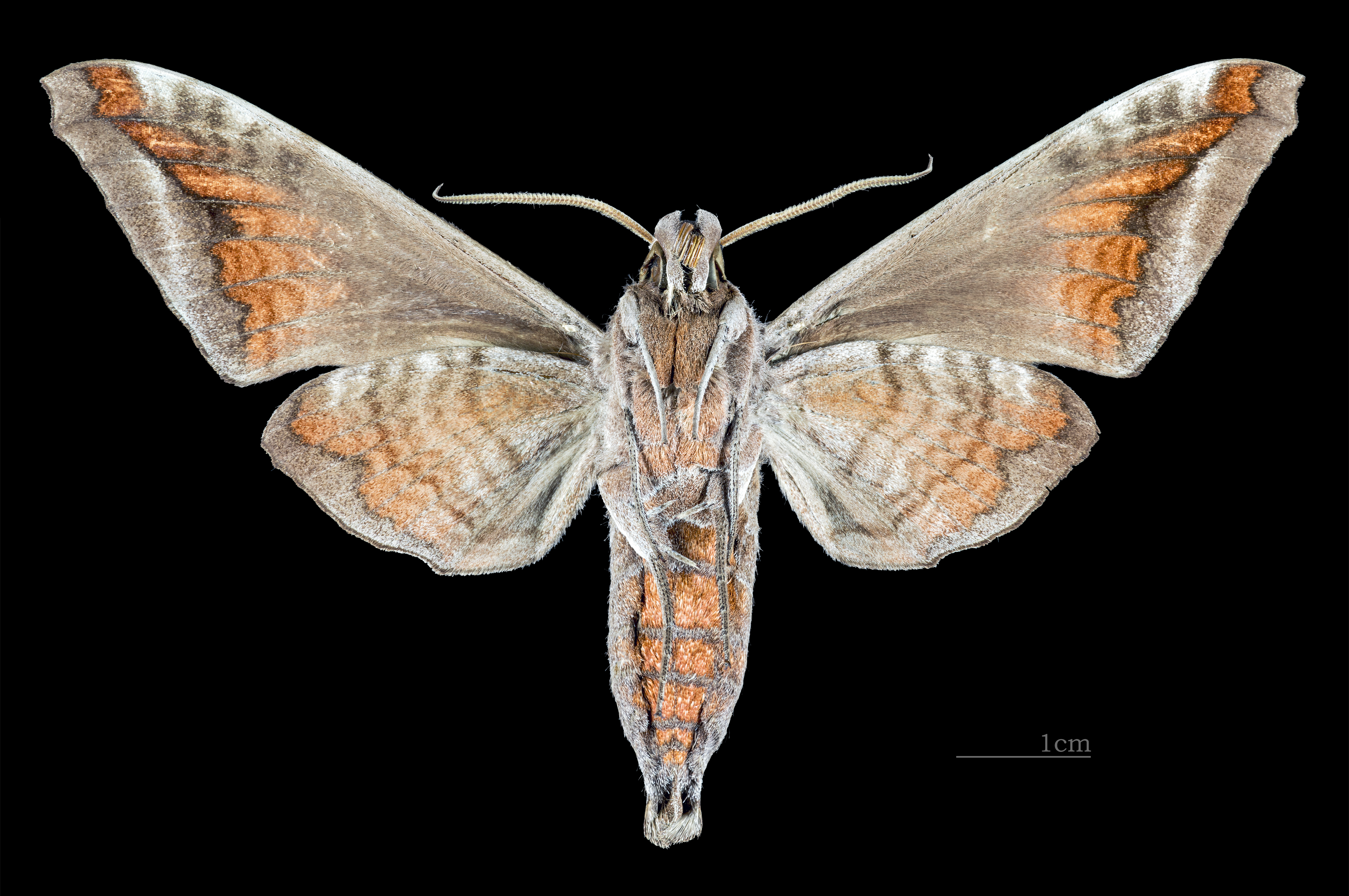
Acosmeryx naga naga ♂ △

## phân phát
Ở miền bắc Trung Quốc, có một lứa trưởng thành mỗi năm, con trưởng thành bay từ tháng 4 đến tháng 6. Ở Triều Tiên, con trưởng thành bay từ đầu tháng 5 đến giữa tháng 8.

## sinh học
Ấu trùng ăn Vitis, Ampelopsis, Actinidia, và Saurauia.

## Phụ loài
- Acosmeryx naga naga (Himalayan foothills of Pakistan, India, Nepal và China, bán đảo Mã Lai, Thailand, miền bắc Vietnam, miền đông và miền nam China, Taiwan, Korea và Japan)
- Acosmeryx naga hissarica Shchetkin, 1956 (miền nam Tajikistan và Afghanistan)

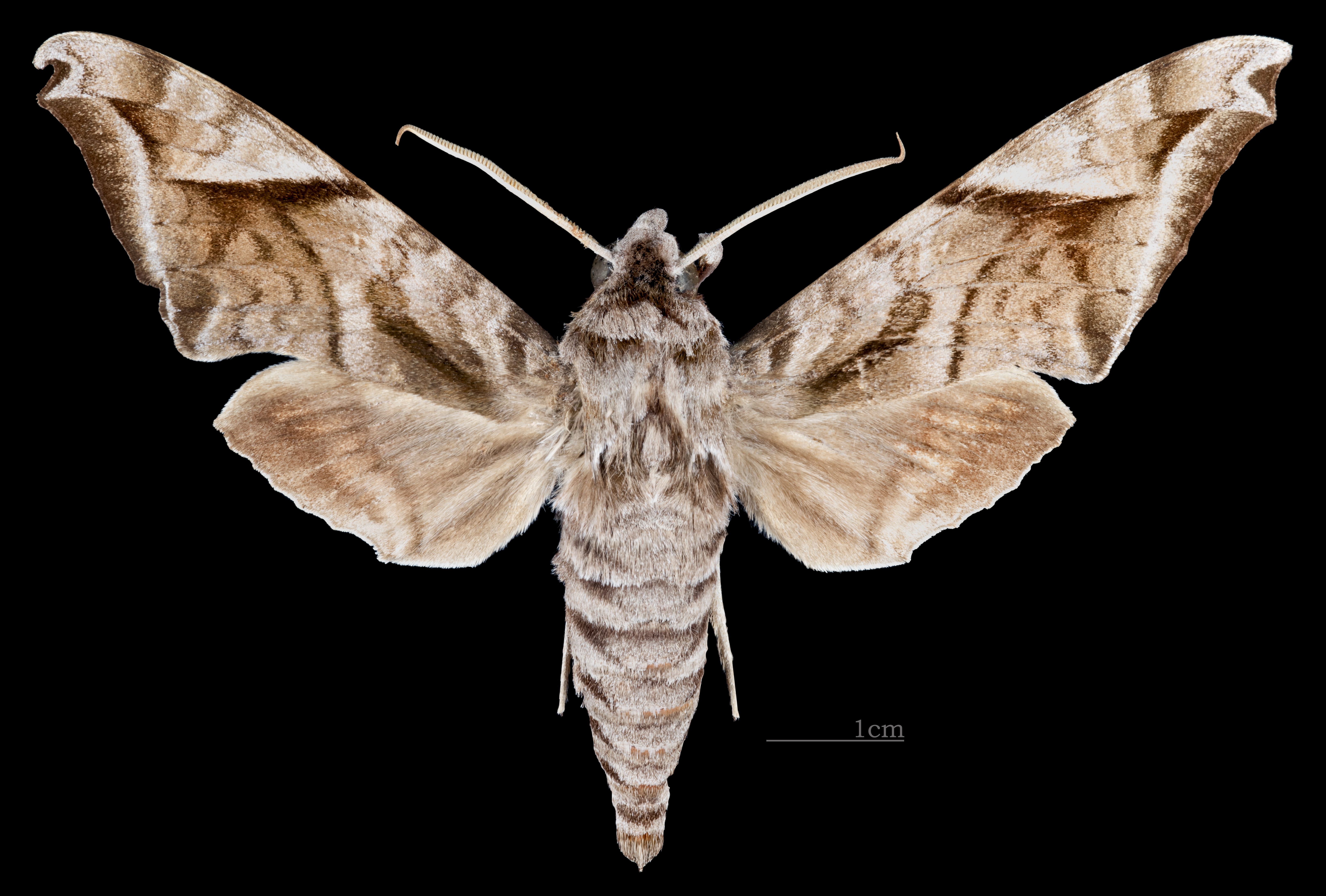
Acosmeryx naga hissarica ♂
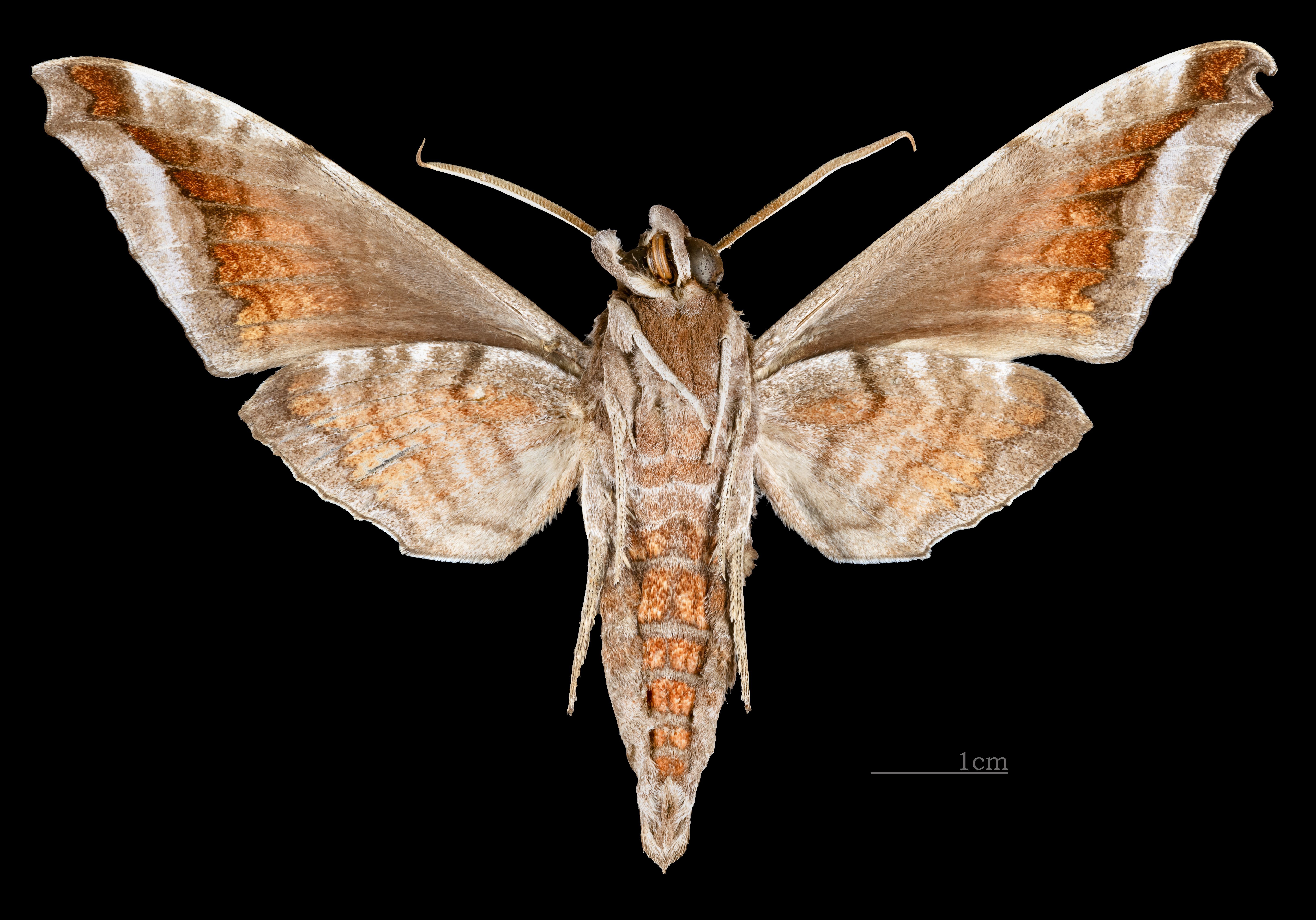
Acosmeryx naga hissarica ♂ △
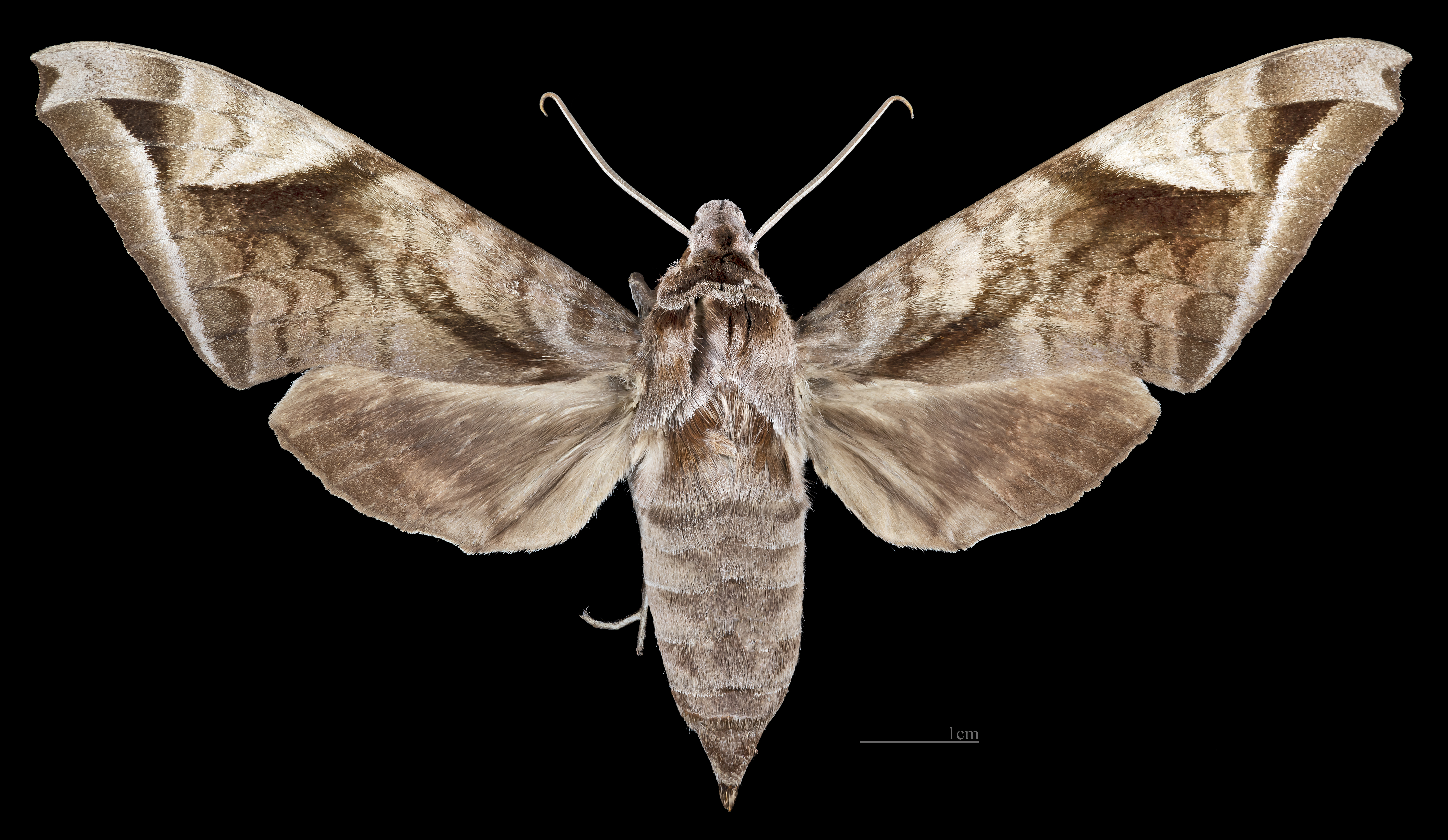
Acosmeryx naga hissarica ♀
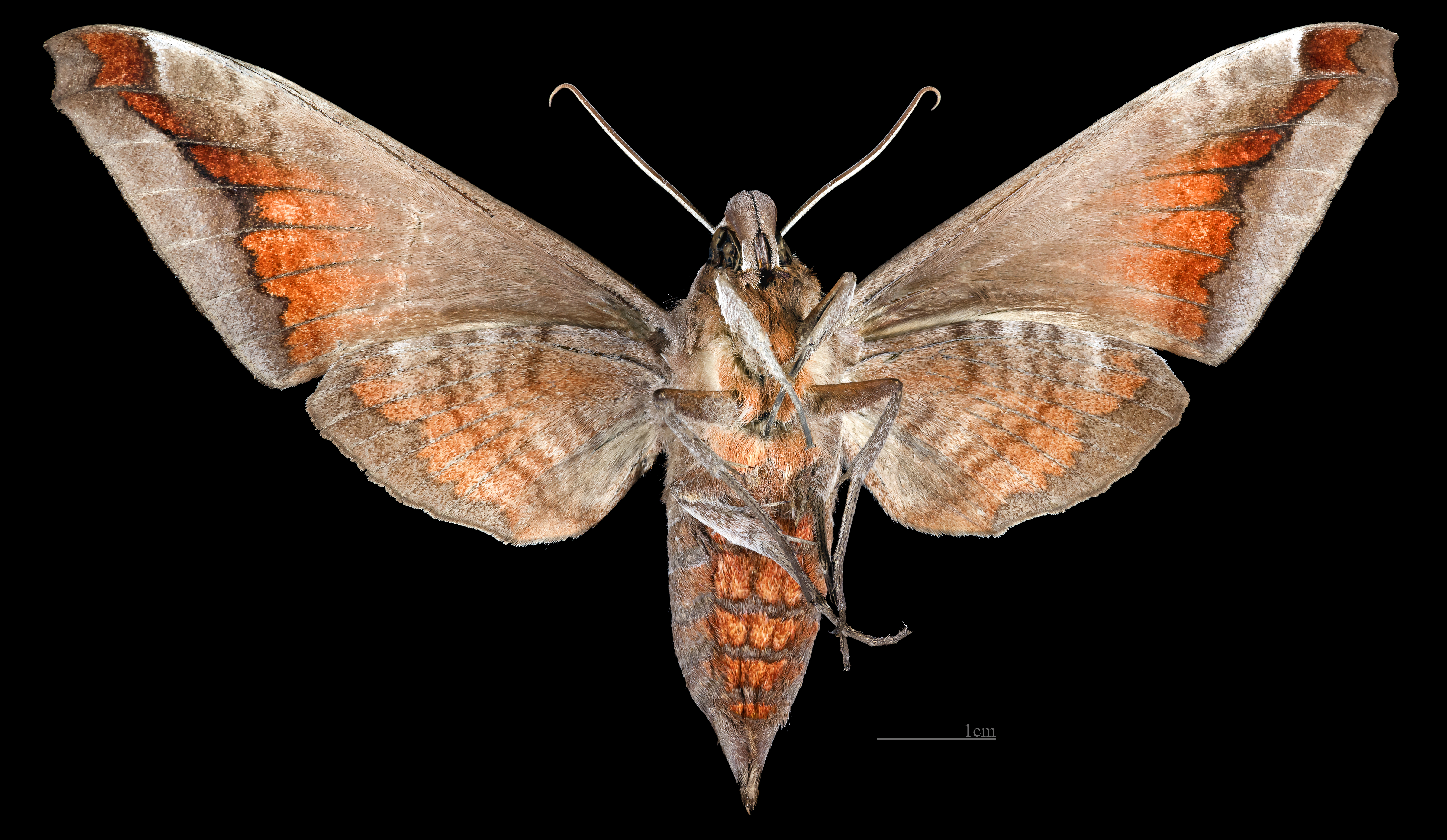
Acosmeryx naga hissarica ♀ △